# Альбіон (Мен)
Альбіон (англ. Albion) — місто (англ. town) в США, в окрузі Кеннебек штату Мен. Населення — 2006 осіб (2020).

## Демографія
Згідно з переписом 2010 року, у місті мешкала 2041 особа в 819 домогосподарствах у складі 568 родин. Було 923 помешкання
Расовий склад населення:
| - 97,8 % — білих - 0,4 % — чорних або афроамериканців - 0,4 % — азіатів - 0,3 % — корінних американців - 0,1 % — вихідців з тихоокеанських островів |

До двох чи більше рас належало 0,7 %. Частка іспаномовних становила 0,3 % від усіх жителів.
За віковим діапазоном населення розподілялося таким чином: 23,5 % — особи молодші 18 років, 61,9 % — особи у віці 18—64 років, 14,6 % — особи у віці 65 років та старші. Медіана віку мешканця становила 42,6 року. На 100 осіб жіночої статі у місті припадало 98,2 чоловіків;  на 100 жінок у віці від 18 років та старших — 98,2 чоловіків також старших 18 років.
Середній дохід на одне домашнє господарство  становив 60 663 долари США (медіана — 48 571), а середній дохід на одну сім'ю — 67 228 доларів (медіана — 56 923). Медіана доходів становила 45 511 долар для чоловіків та 32 153 долари для жінок. За межею бідності перебувало 10,8 % осіб, у тому числі 15,8 % дітей у віці до 18 років та 7,0 % осіб у віці 65 років та старших.
Цивільне працевлаштоване населення становило 967 осіб. Основні галузі зайнятості: освіта, охорона здоров'я та соціальна допомога — 26,3 %, роздрібна торгівля — 18,9 %, сільське господарство, лісництво, риболовля — 10,0 %, виробництво — 9,8 %.